# 屈里莱绍达尔德
屈里莱绍达尔德（法語：Cuiry-lès-Chaudardes，法語發音：[kɥiʁi lɛ ʃodaʁd]，意为“绍达尔德附近的屈里”）是法国大東部大區埃纳省的一个市镇，属于拉昂区。

## 地理
屈里莱绍达尔德（49°23'10"N, 3°46'11"E）面积5.15 平方千米，位于法国上法蘭西大區埃纳省，该省份为法国北部内陆省份，北起北部省，西接索姆省和瓦兹省，东临阿登省和马恩省，西南至塞纳-马恩省，东北部与比利时接壤
与屈里莱绍达尔德接壤的市镇（或旧市镇、城区）包括：博里约、绍达尔德、孔瑟夫勒。

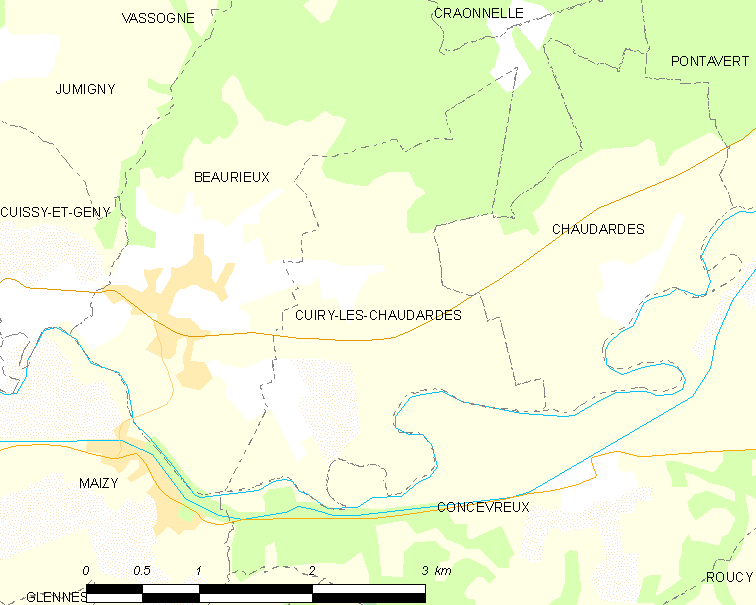
屈里莱绍达尔德的OSM定位图

屈里莱绍达尔德的时区为UTC+01:00、UTC+02:00（夏令时）。

## 行政
屈里莱绍达尔德的邮政编码为02160，INSEE市镇编码为02250。

## 政治
屈里莱绍达尔德所属的省级选区为埃纳河畔新城县。

## 人口

1962-2008年间屈里莱绍达尔德人口变化图示

屈里莱绍达尔德于2022年1月1日时的人口数量为80人。